# Biblioteca Pública de Tres Ríos
La Biblioteca Pública de Tres Ríos se ubica en el cantón de La Unión en la Provincia de Cartago en Costa Rica. Fue fundada en 1965, como iniciativa de la Asociación de Estudiantes de Secundaria y Universitaria de La Unión (ADELU), por lo cual tuvo el nombre de la asociación.  A partir de 1993 se ubica en un moderno edificio construido por la Dirección General de Bibliotecas órgano del Sistema Nacional de Bibliotecas (SINABI) como ente rector de las Bibliotecas públicas del país.
Una Biblioteca pública desde la perspectiva de la UNESCO:

un centro local de información que facilita a los usuarios toda clase de conocimiento e información, los servicios deben establecerse sobre la base de la igualdad para todas las personas sin tener en cuenta su edad, raza, sexo, religión, nacionalidad, idioma o condición social… y es un sitio que debe ofrecer servicios y materiales especiales para aquellos usuarios que por una u otra razón no pueden hacer uso de los servicios y materiales ordinarios como por ejemplo: minorías lingüísticas, personas con discapacidades físicas, personas en hospitales o en prisión.
Alejos, Aranda, 2003, p. 2-3

La de Biblioteca pública de Tres Ríos tiene como objetivo brindar servicios a todo tipo de población como los niños, jóvenes, adultos e investigadores y al apoyo en general de la comunidad. Por lo tanto, contiene un acervo bibliográfico muy variado, pero se enfoca principalmente en la población infantil y adolescente ya que son usuarios que constantemente visitan la biblioteca, en búsqueda de materiales como los libros de texto  de interés académico, así como para la lectura de temáticas relacionadas con sus labores de primaria, secundaria y universitaria. Asimismo, para los Niños contiene un abanico de libros de cuentos para su recreación y aprendizaje.

## Servicios
1. Servicio de referencia: con profesionales de ciencias de la información que orientan y facilitan la búsqueda de información  a los usuarios para recuperar de forma eficiente y eficaz la información que requieren.
2. Archivo documental: para investigar documentos de archivos socio histórico vinculados a la comunidad de Tres Ríos.
3. Préstamo de material bibliográfico en sala y a domicilio: a los usuarios se les ofrece los libros en las salas de lectura o si lo consideran pertinente se les prestan los libros para utilizarlos fuera de la biblioteca.
4. Préstamo interbibliotecario: el usuario puede solicitar préstamo de libros que se encuentran en otras bibliotecas públicas del SINABI.
5. Fomento a la lectura: se realizan diferentes programas para incentivar la lectura, que se estructuran de acuerdo a los segmentos poblacionales.
6. Préstamo de computadoras y de sala de lectura: las computadoras se prestan para efectuar labores educativas y la sala de lectura se facilita para que los usuarios efectúen trabajos de lectura.
7. Internet gratuito: los usuarios pueden acceder a los servicios y facilidades que brinda la conexión a internet para la búsqueda de información.
8. Sala Infantil: área destinada para compartir y fomentar la lectura entre los menores de edad.
9. Capacitaciones y Talleres: se hacen actividades orientadas a la formación y preparación de los usuarios en diversos tópicos.
10. Actividades culturales: se organizan actividades culturales que impulsa la institución.
11. Consultas telefónicas: los usuarios pueden realizar consultas telefónicas sobre los diferentes servicios que brinda la biblioteca

También, es pertinente acotar que a lo largo de los últimos años, la Biblioteca pública de Tres Ríos ofrece facilidades a los usuarios especialesque tienen dificultades para su movilización, por ejemplo acceso con rampas, entradas amplias y espacios interiores adecuados para esta población, aunado a ello, se debe considerar la incorporación de herramientas tecnológicas que facilitan los procesos propios de la gestión bibliotecaria y al mismo tiempo se ha incrementado la atención y otros beneficios que se le brindan a los usuarios. 

### Programas Educativos
En los campos de acción de la Biblioteca pública de Tres Rios, se puede aseverar que uno de los principales objetivos, es fomentar la lectura entre la población y para ello han desarrollado diferentes programas que se orientan a segmentos poblacionales como lo bebés, los niños en edad escolar, los adolescentes y los adultos como los siguientes: 
- Soy bebé y me gusta leer: enfocado a menores de edad entre un año de vida y los cinco años, el objetivo principal es que los padres o encargados de los menores compartan, aprendan y desarrollen con el menor de edad, un hábito o cercanía con los libros y la lectura.
- Arco iris de lectura: atiende una población de mayor edad, básicamente a niños que oscilan entre los 5 y 12 años de edad; busca fomentar el hábito de la lectura entre los niños que están en la etapa de asistir a la escuela primaria.
- Pura vida jóvenes a leer: se enfoca en población adolescentes de 11 y/o 12 años a los 17 años, con el fin de incentivar la lectura entre los adolescentes; a través de acervo bibliográfico acorde a su edad.
- De la mano con la persona adulta: en enfoca al sector poblacional adulto entre los 18 y 60 años, se busca mantener el interés en la lectura  con temas que pueden resultar constructivos para el desarrollo de la calidad de vida en el ámbito personal, académico o profesional.
- Huellas de oro: se enfoca en compartir lecturas para personas adultas mayores y en actividades alternativas de aprendizaje. Aunado a ello, se imparten charlas vinculadas con temas de su interés.

La Biblioteca pública se destaca por sus aportes a la sociedad de la información en materia de alfabetización digital, implementando cursos con las TIC, como los de computación diseñados para adultos y Adultos mayores que se desarrollan en la sala de cómputo.
Igualmente para los estudiantes o usuarios en general que requieran realizar trabajos académicos o investigativos.

### Programas de Extensión
Como se observa la biblioteca, tiene un amplio margen de acción entre la población y es por ello que se han implementado programas de extensión a la comunidad como el desarrollo para el aprendizaje y recreación entre los usuarios como los cursos de pintura o manualidades, además; actividades en la huerta, que efectúan en el terreno de la biblioteca